# Rupert Klein
Rupert Klein (Wuppertal, 19 de novembro de 1959) é um engenheiro alemão.
É professor de mecânica dos fluidos computacional na Universidade Livre de Berlim. Recebeu o Prêmio Gottfried Wilhelm Leibniz em 2003.